# Nanzhou, Nan
Nanzhou (kinesiska: 南洲, 南县) är en häradshuvudort i Kina. Den ligger i provinsen Hunan, i den södra delen av landet, omkring 140 kilometer nordväst om provinshuvudstaden Changsha. Nanzhou ligger 33 meter över havet och antalet invånare är 725 288. Befolkningen består av 356 890 kvinnor och 368 398 män. Barn under 15 år utgör 13,0 %, vuxna 15-64 år 75 %, och äldre över 65 år 11,0 %.
Runt Nanzhou är det tätbefolkat, med 476 invånare per kvadratkilometer. Nanzhou är det största samhället i trakten. Trakten runt Nanzhou består till största delen av jordbruksmark.
Genomsnittlig årsnederbörd är 1 693 millimeter. Den regnigaste månaden är maj, med i genomsnitt 281 mm nederbörd, och den torraste är december, med 34 mm nederbörd.